# Metacrangonyx sinaicus
Metacrangonyx sinaicus is een vlokreeftensoort uit de familie van de Metacrangonyctidae. De wetenschappelijke naam van de soort is voor het eerst geldig gepubliceerd in 1982 door Ruffo.